# توفيق مجيد
توفيق مجيد هو مذيع تونسي بقناة فرانس 24 يقدم برنامجي «النقاش» و«باريس مباشر».